# Liază
O liază (EC 4.1.-.-) este un tip de enzimă care catalizează reacția de descompunere (mai exact, de eliminare) a unor compuși, ceea ce poate avea loc prin ruperea legăturilor chimice prin alte procese decât cele de hidroliză sau oxidare. În urma proceselor catalizate de liaze se formează, de obicei, noi duble legături sau nuclee (procese de ciclizare). Legăturile chimice care se rup pot fi între un atom de carbon și un alt atom de carbon sau al unui element organogen, precum oxigen, azot sau fosfor. De exemplu, descompunerea ATP la AMP-ciclic poate fi catalizată de o liază (denumită adenilat-ciclază):

## Clasificare
Clasificarea liazelor are șapte subclase, în funcție de natura legăturilor dintre atomi care sunt rupte în proces:
- EC 4.1 conține liazele care duc la ruperea legăturilor carbon-carbon, precum sunt decarboxilazele (EC 4.1.1), aldehid-liazele (EC 4.1.2), oxo acid liazele (EC 4.1.3) și altele (EC 4.1.99)
- EC 4.2 conține liazele care duc la ruperea legăturilor carbon-oxigen, precum sunt dehidratazele
- EC 4.3 conține liazele care duc la ruperea legăturilor carbon-carbon
- EC 4.4 conține liazele care duc la ruperea legăturilor carbon-sulf
- EC 4.5 conține liazele care duc la ruperea legăturilor carbon-halogen
- EC 4.6 conține liazele care duc la ruperea legăturilor carbon-fosfor, precum sunt adenilat-ciclaza și guanilat-ciclaza
- EC 4.99 conține alte liaze, precum sunt ferochelatazele